# Frohen-sur-Authie
Frohen-sur-Authie là một xã ở tỉnh Somme, vùng Hauts-de-France, Pháp. Diện tích là 7,08 km2, dân số năm 2007 là 201 người. Khu vực này có độ cao từ 39-120 mét trên mực nước biển.
Thị trấn này tọa lạc trên đường D938, khoảng 20 dặm Anh về phía đồng bắc của Abbeville.